# Hyalobathra phoenicozona
Hyalobathra phoenicozona is een vlinder van de familie van de grasmotten (Crambidae). De wetenschappelijke naam van deze soort is voor het eerst voorgesteld als Isocentris phoenicozona door George Francis Hampson in een publicatie uit 1896.
De soort komt voor in India (Arunachal Pradesh, Meghalaya, Nagaland).